# Eugène Ogé
Eugène Ogé (Paris, 5 mai 1861 - Paris, 24 mars 1936) est un affichiste et illustrateur français.

## Biographie
Selon Anne-Claude Lelieur (1998), il est un « affichiste important de la Belle Époque, son style, d'abord influencé par celui de Chéret, il a peu à peu évolué vers les scènes de genre, l'humour et la caricature ».
Eugène Ogé débute comme apprenti chez l'imprimeur parisien spécialisé dans les affiches, Charles Verneau. Il devient ouvrier lithographe. Durant cette période, il croise des artistes comme Willette, Forain et Steinlen.
Durant ses heures libres, il étudie à l'Académie Julian : il veut devenir artiste et admire beaucoup Jules Chéret qui commence à révolutionner l'art de l'affiche.
Au milieu des années 1890, il ouvre son propre atelier et commence à dessiner des affiches d'abord sous contrat avec Verneau puis avec l'imprimeur Vercasson. Sous l'influence de Chéret, il compose des images avec des femmes opulentes. Son style évolue et il commence à avoir un certain succès. Ogé se consacre alors entièrement à cet art.
En 1900, il s'oriente vers un style plus caricatural : c'est la fameuse affiche Billards Brunswick avec ses trois vieillards à la tête chauve, qui plus tard l'établit définitivement comme un des grands du genre.
En 1902, il collabore à La Lanterne, produisant des caricatures anticléricales : l'étendard de ce périodique est une reproduction de l'une des affiches d'Ogé, une représentation caricaturale d'un prêtre aux traits simiesques, coiffé d'un chapeau noir.
Au cours des années qui précèdent la Première Guerre mondiale, il produit une centaine d'affiches, caricaturant souvent les grands de ce monde : la reine Victoria et le président Paul Kruger pour les Suprêmes pilules du docteur Trabant (1900) qui fut lacérée par ordre de la préfecture de Police, les chefs d’États réunis au tribunal de La Haye pour la menthe-pastille de Giffard, etc.
Des marques importantes lui passent commande, son sens de l'humour séduit : Bouillon Maggi, Gellé frères, Bicyclette La Guêpe, Bazar de l'Hôtel de Ville, Réglisse Zan, Bec Auer, Thé Lombart, etc.
Durant le premier conflit mondial, Ogé ne fait presque plus d'affiches puis se tourne vers d'autres techniques, réalisant des maquettes de caoutchouc et des motifs destinés aux ballons publicitaires.
Hélas non datée (Lyon, 1910 ?), son affiche Teinture idéale s'inscrit dans une perspective prometteuse, celle des arts décoratifs des années 1920-30.

## Quelques affiches

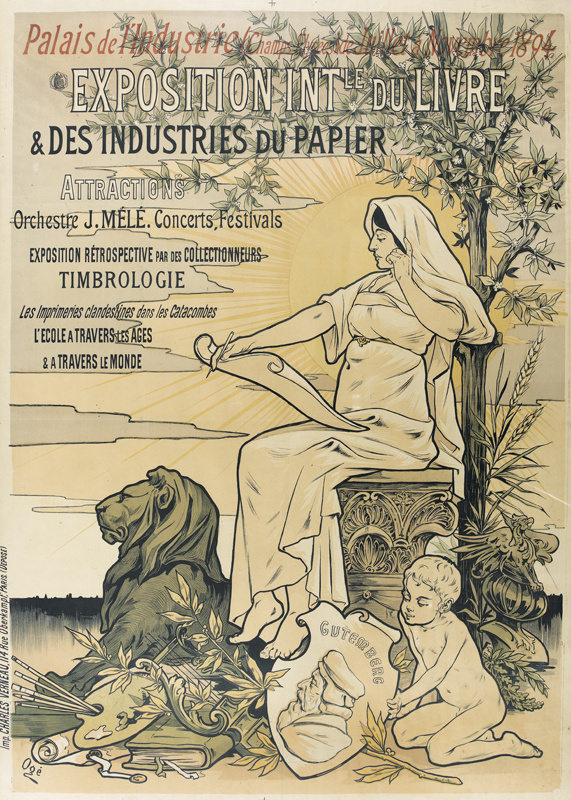
L'une des premières affiches d'Ogé (1894), marquée par l'Art nouveau.
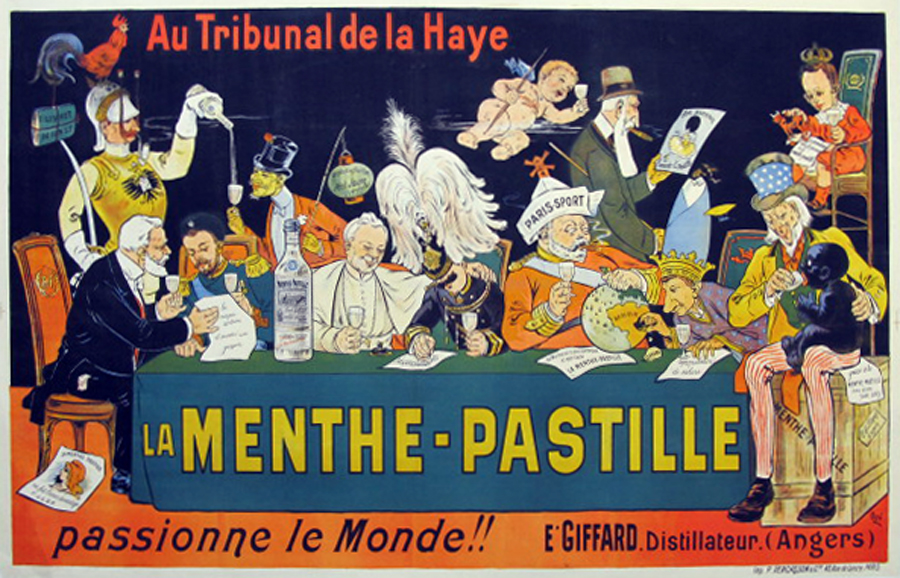
Menthe-pastille de Giffard (1904).
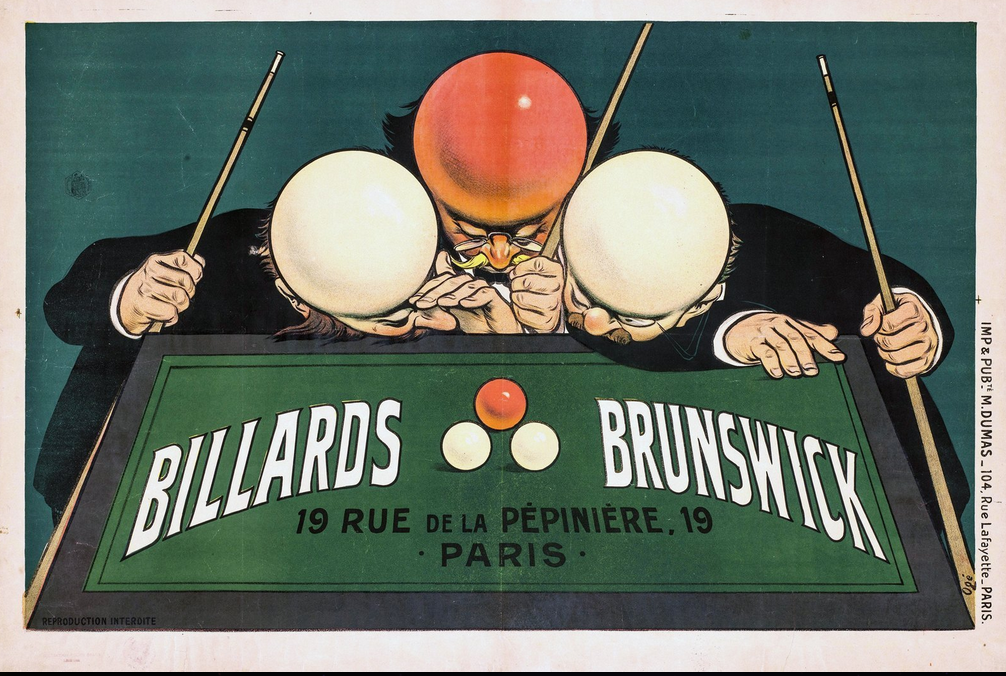
Billards Brunswick (1910)[3].
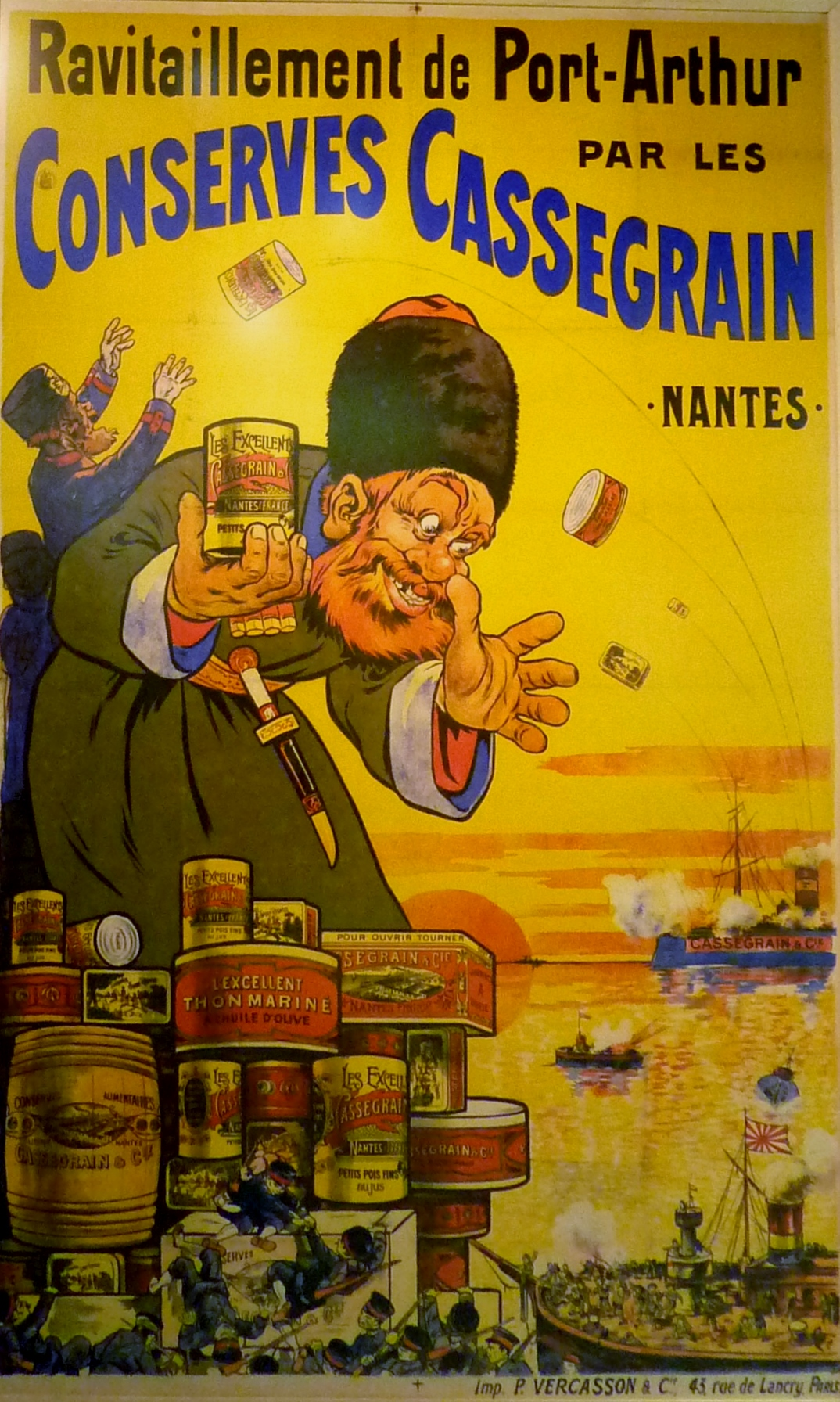
Publicité Cassegrain (Le ravitaillement de Port-Arthur par les conserves), 1905.
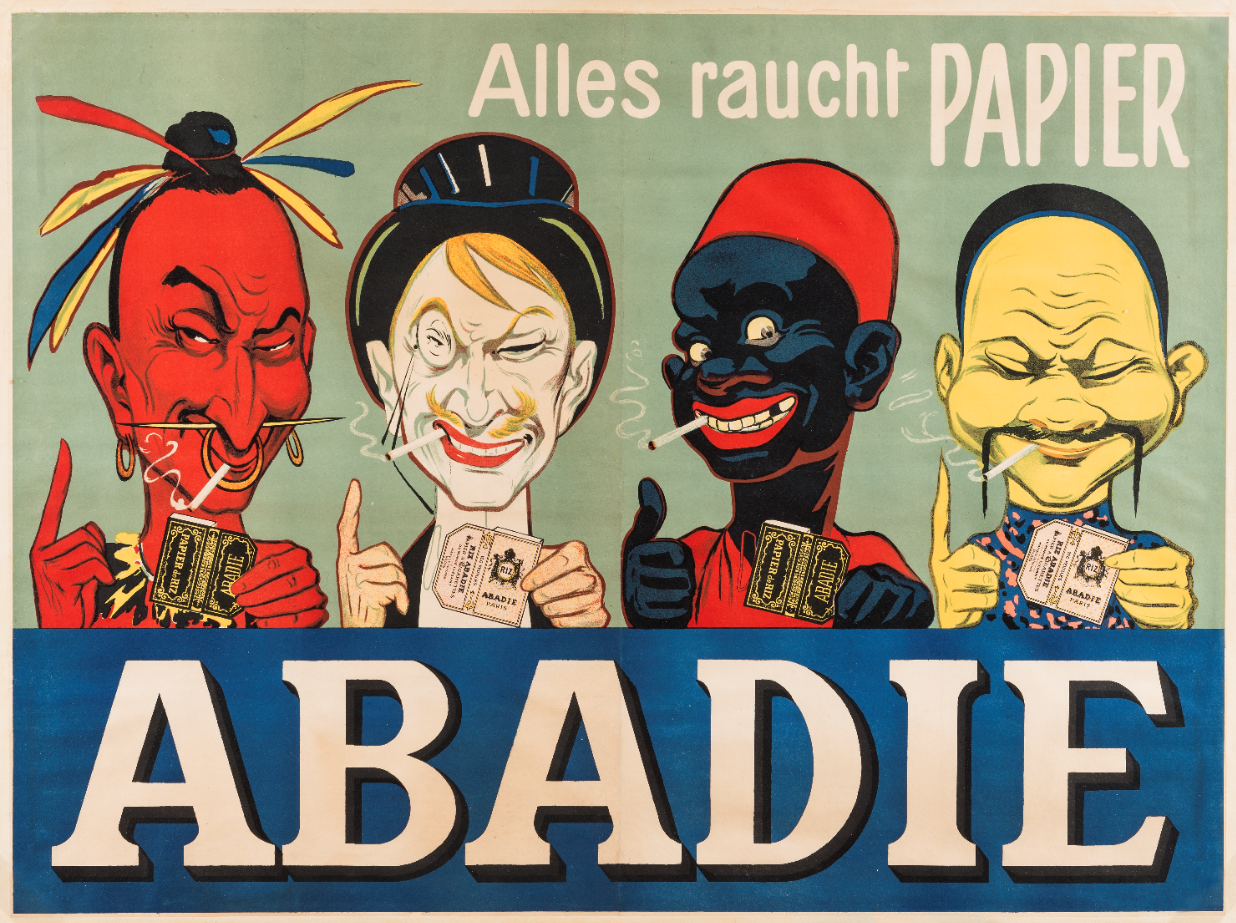
Affiche pour Abadie (1905)
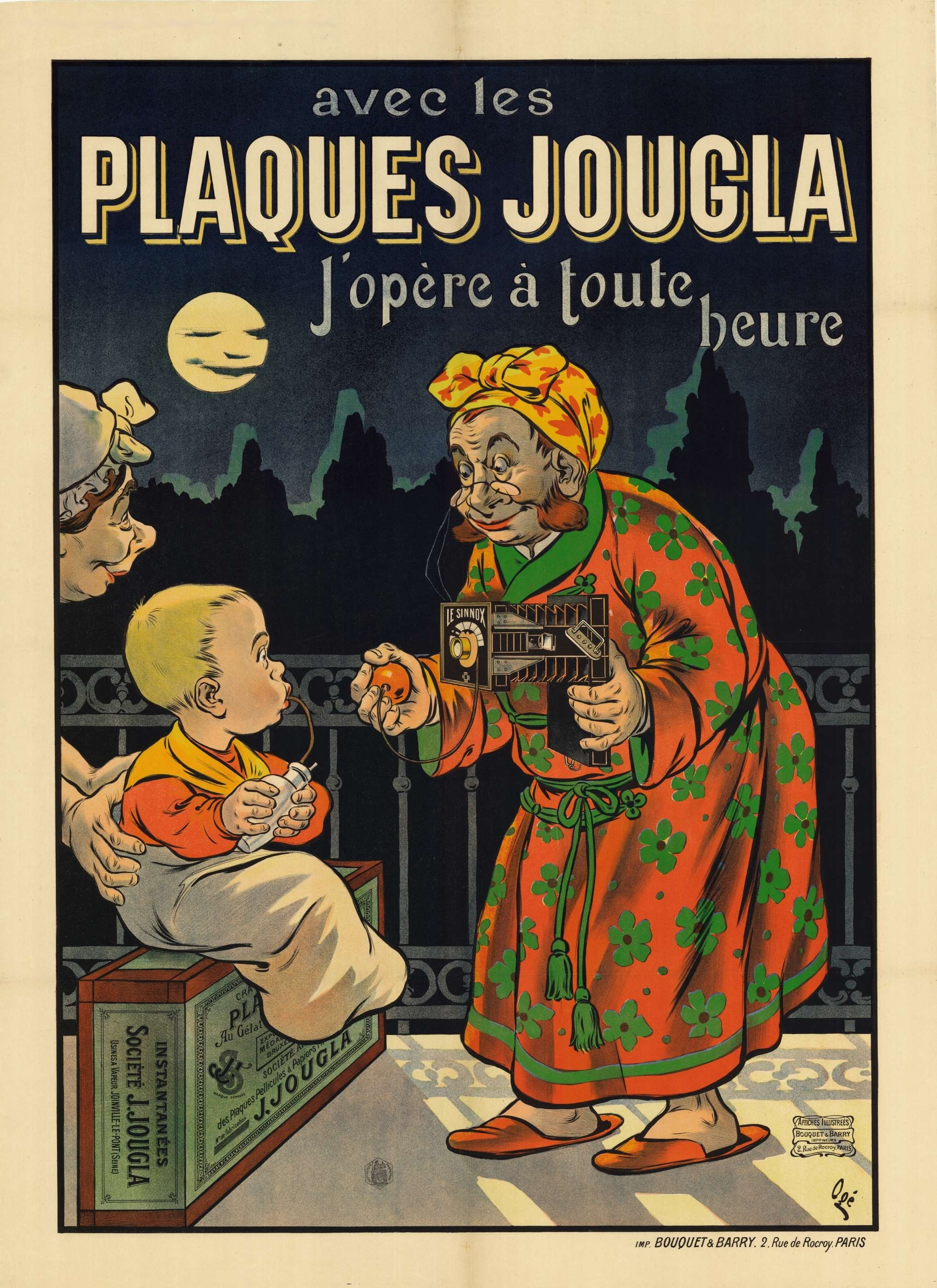
Publicité « Avec les plaques Jougla, j'opère à toute heure », 1905.
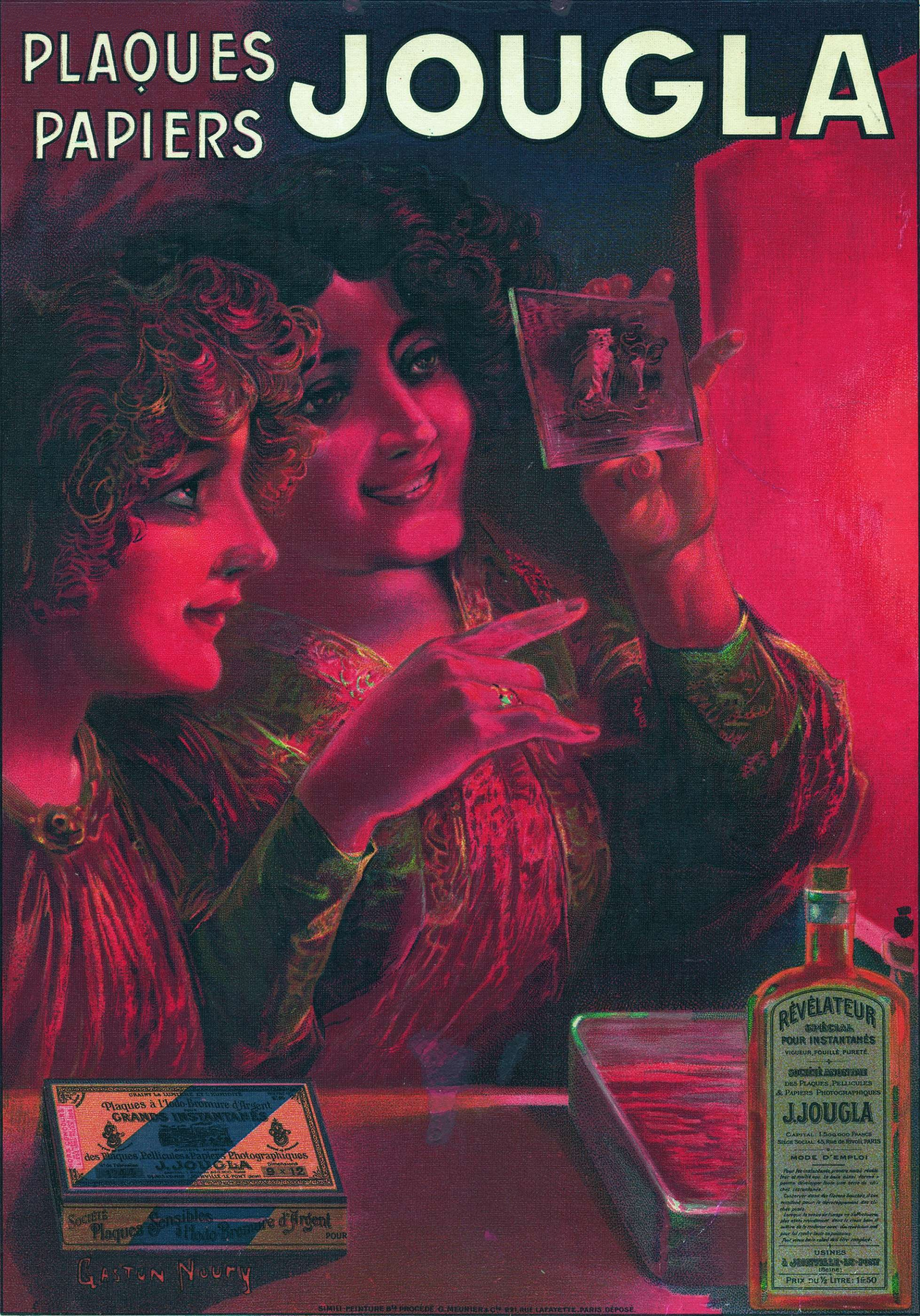
Affiche : « plaques, papiers Jougla », chromolithographie, vers 1900-1910.
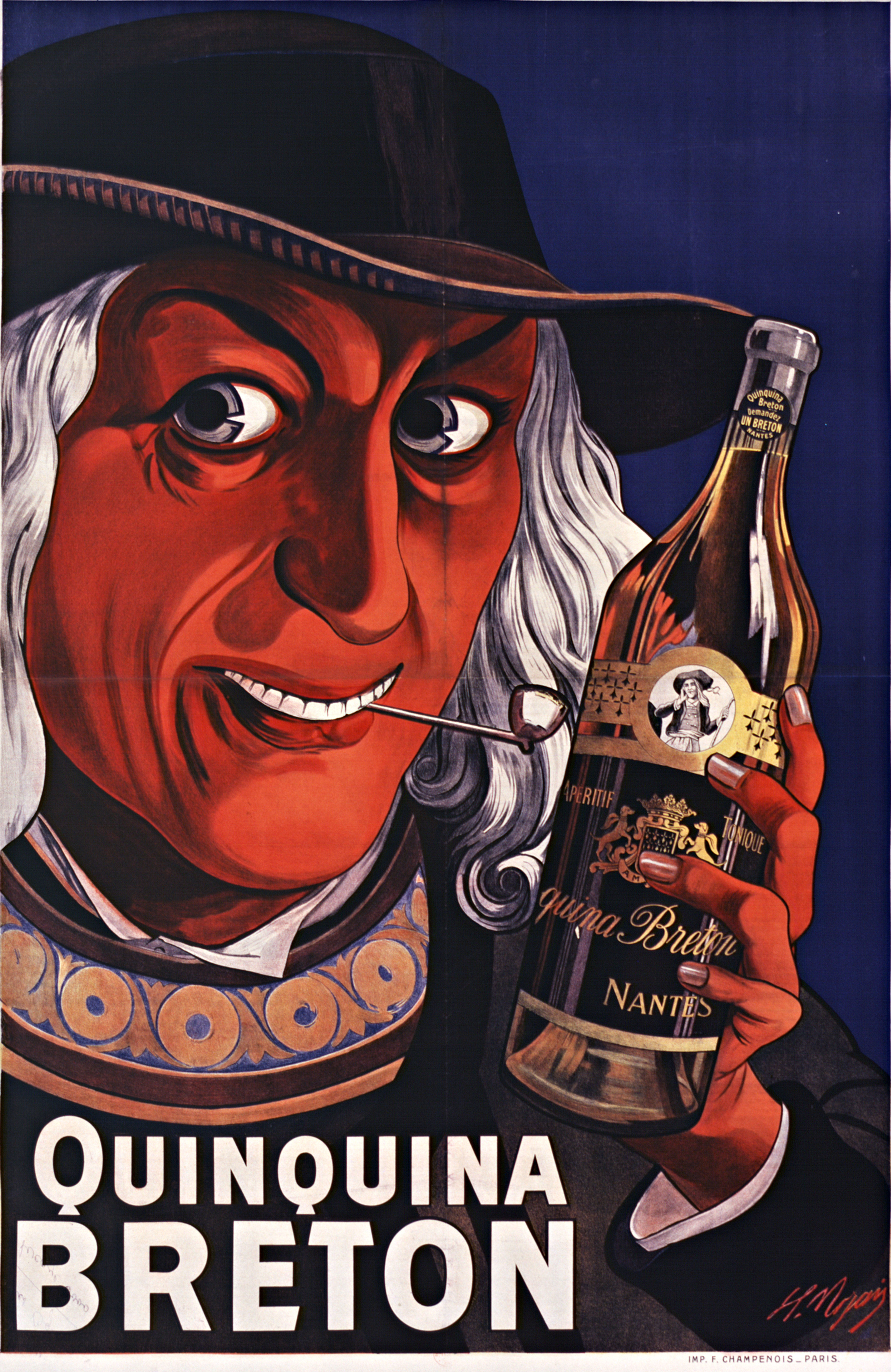
Affiche : « Quinquina breton », lithographie de 1911.